# Dálnice 35 (Izrael)
Dálnice 35, přesněji spíš Silnice 35 (hebrejsky: כביש 35, Kviš 35, též כביש חוצה יהודה, Kviš Chocé Jehuda, doslova „Transjudská silnice“) je silniční spojení částečně dálničního typu (v západním úseku vícečetné jízdní pruhy, ale většinou pouze úrovňové křižovatky) v Izraeli na Západním břehu Jordánu, která prochází v západovýchodním směru téměř od pobřeží Středozemního moře napříč celým územím Izraele v jeho mezinárodně uznaných hranicích a až na hřbet Judských hor respektive jejich části, která je nazývána Hebronské hory (Har Chevron) u města Hebron.
Začíná na východním okraji města Aškelon, kde odbočuje z dálnice číslo 4. Vede pak východním směrem intenzivně zemědělsky využívanou pobřežní nížinou až k městu Kirjat Gat. Za ním se kříží sdálnicí číslo 6 (Transizraelská dálnice). V dalším úseku již zcela ztrácí rysy dálniční komunikace a vstupuje do zalesněné pahorkatiny Šefela na úpatí Hebronských hor. Za vesnicí Bejt Guvrin vstupuje do neosídlené lesnaté hornatiny a sleduje tok Nachal Guvrin. Dál k východu už vstupuje na území Západního břehu Jordánu, přičemž se ale s výjimkou měst Idhna a Tarkumija vyhýbá větším palestinským sídlům a obsluhuje zejména izraelské osady v tomto regionu. Stoupá pak až do nadmořské výšky přes 900 metrů. Prochází severními okraji aglomerace Hebronu, kde pak ústí do severojižní dálnice číslo 60.